# Gnomonia euphorbiacea
Gnomonia euphorbiacea är en svampart som beskrevs av Sacc. & Briard 1885. Gnomonia euphorbiacea ingår i släktet Gnomonia och familjen Gnomoniaceae.   Inga underarter finns listade i Catalogue of Life.